# Anarta (bướm đêm)
Anarta là một chi bướm đêm thuộc họ Noctuidae.

## Các loài
- Anarta alta (Barnes & Benjamin, 1942)
- Anarta antica Smith, 1891
- Anarta castrae (Barnes & McDunnough, 1912)
- Anarta chartaria (Grote, 1873)
- Anarta columbica (McDunnough, 1930)
- Anarta crotchii (Grote, 1880) (đồng nghĩa: Hadula chunka (Smith, 1910))
- Anarta decepta Grote, 1883 (đồng nghĩa: Anarta postica Smith, 1891)
- Anarta edwardsii Smith, 1888
- Anarta farnhami (Grote, 1873)
- Anarta florida (Smith, 1900)
- Anarta fulgora (Barnes & McDunnough, 1918)
- Anarta fusculenta (Smith, 1891)
- Anarta hamata (McDunnough, 1930)
- Anarta magna Barnes & Benjamin, 1924
- Anarta mausi Püngeler, 1904
- Anarta melaxantha Kollar, 1849
- Anarta mimuli Behr, 1885
- Anarta montanica (McDunnough, 1930)
- Anarta mutata (Dod, 1913)
- Anarta myrtilli – Beautiful Yellow Underwing (Linnaeus, 1761)
- Anarta nigrolunata Packard, 1867 (sometimes placed thuộc chi Hadula)
- Anarta oaklandiae (McDunnough, 1937)
- Anarta obesula (Smith, 1904)
- Anarta oregonica (Grote, 1881)
- Anarta perpusilla Boisduval, 1829
- Anarta projecta (McDunnough, 1938)
- Anarta sierrae Barnes & McDunnough, 1916
- Anarta subalbida (Barnes & Benjamin, 1924)

## Hình ảnh

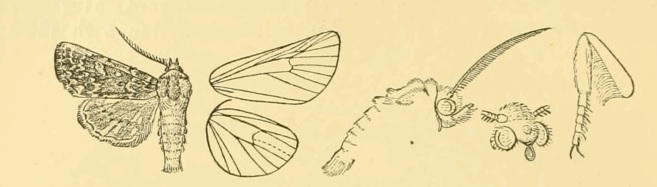